# 飛鳥浄御原令
飛鳥浄御原令（あすかきよみはらりょう）は、日本の飛鳥時代後期に制定された体系的な法典。令22巻。律令のうち令のみが制定・施行されたものである。日本史上、最初の体系的な律令法と考えられているが、現存しておらず、詳細は不明な部分が多い。

## 概要
飛鳥浄御原令に先行する律令法には、天智天皇が668年に制定したとされる近江令がある。近江令の存在については、非存在説も含めて見解が分かれているが、近江令とは、律令制を指向する単行法令を総称したものであり、体系的な法典ではなかったとする見方が広く支持されていると言われている。
天智天皇を後継した大友皇子から、軍事力によって政権を奪取した天武天皇は、政権中枢を皇子らで占める皇親政治を開始し、専制的な政治を行っていった。天武は、その強力な政治意思を執行していくために、官僚制度とそれを規定する諸法令を整備していった。このような官僚と法律を重視する支配方針は、支配原則が共通する律令制の導入へと帰着した。天武10年2月25日（681年）、天武は皇子・諸臣に対して、律令制定を命ずる詔を発令した。しかし、律令が完成する前の686年に天武が死去したため、その皇后の鸕野讚良皇女と皇太子の草壁皇子が律令事業を継承した。服喪があけた後に、草壁が次代天皇に即位する予定だった。しかし、草壁は持統3年4月（689年）に急死した。
飛鳥浄御原令が諸官司に頒布されたのは、その直後の同年6月である。律は制定されず、令のみが唐突に頒布されていることから、草壁の死による政府内の動揺を抑え、天武の遺志の継承を明示するため、予定を前倒しして、令のみが急遽公布されたのだと考えられている。
飛鳥浄御原令により、いくつかの重要な事項が定められたとされている。天皇号は本令により規定されたとする説があるが、むしろ、天武期において天皇号が制定され、本令により法典に明記されたのだとする説が有力である。その他、戸籍を6年に1回作成すること、50戸を1里とする地方制度、班田収授に関する規定など、律令制の骨格が本令により制度化されたと考えられている。律も併せて制定されたとする説もあるが、律は制定されず、唐律が適用されたとする説、そもそもこの時期にはまだ律の編纂に必要な唐律の体系的伝来が行われておらず、またそれを理解・整理できる人材が揃っていなかったとする説もある。
飛鳥浄御原令は、急遽施行されたという事情もあり、必ずしも完成された内容ではなかった。そのため、律令の編纂作業はその後も継続していき、最終的に701年の大宝律令によって、天武が企図した律令編纂事業が完成することとなった。